# Ctenotus gemmula
Ctenotus gemmula este o specie de șopârle din genul Ctenotus, familia Scincidae, descrisă de Storr 1974. A fost clasificată de IUCN ca specie cu risc scăzut. Conform Catalogue of Life specia Ctenotus gemmula nu are subspecii cunoscute.